# سان سادورناینو
سان سادورناینو (به اسپانیایی: San Saturnino) یکی از دهستان‌های اسپانیا است که در Ferrol واقع شده‌است.

## خصوصیات
سان سادورناینو ۹۹٫۶۸ کیلومترمربع مساحت و ۳٬۱۱۹ نفر جمعیت دارد.